# Галофилы
Галофилы (от др.-греч. ἅλς — соль и φιλέω — люблю) — тип экстремофилов, организмы, обитающие в условиях высокой солёности — в морях, солёных озёрах, засоленных почвах и т. п. Галофилы способны поддерживать в жидкостях тела относительно постоянную концентрацию осмотически активных веществ, более низкую, чем в окружающей их морской воде с помощью осморегуляции.

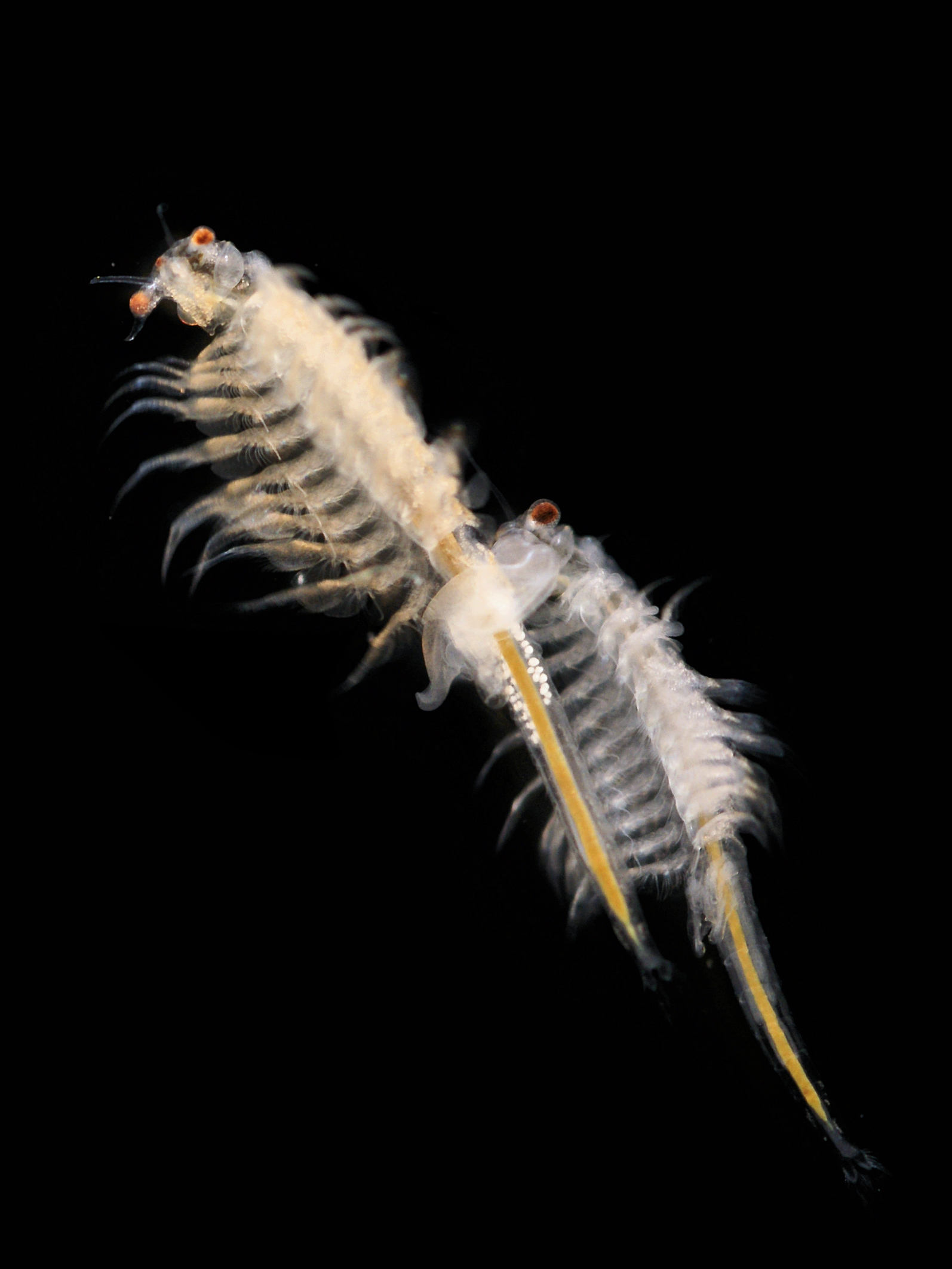
Спаривающиеся. Самец удерживает самку с помощью антенн.

## Галофильные животные
К галофилам относятся преимущественно морские животные, которые не способны переносить солёность ниже 30 промилле, — радиолярии, рифообразующие кораллы, обитатели коралловых рифов и мангровых зарослей, иглокожие, головоногие моллюски, многие ракообразные и т. п.
К данной группе также принадлежат организмы, обитающие во внутриматериковых водоёмах с солёностью от 25 до 300 промилле, например, некоторые коловратки, рачок Artemia salina, личинка комара Aedes togoi и другие.

## Галофильные микроорганизмы
Галофильные микроорганизмы обитают в солёных водоёмах и засоленных почвах. Высокие концентрации хлорида натрия необходимы им для поддержания структурной целостности цитоплазматической мембраны и функционирования связанных с ней ферментных систем. При удалении из солёной среды, их клеточная стенка растворяется, а цитоплазматическая мембрана распадается на мелкие фрагменты.
Галофильные микроорганизмы способны расти в средах с высокой концентрацией хлорида натрия до 32 %. Экстремальные галофилы способны развиваться в средах, содержащих до 15—32 % хлорида натрия (бактерии родов Halobacterium, Halococcus), умеренные галофилы растут на средах с 5—20 % хлорида натрия (бактерии родов Paracoccus, Halodenitricant, Pseudomonas, Vibrion и некоторые микроводоросли), слабогалофильные микроорганизмы лучше растут в средах с 2—5 % хлорида натрия (морские микроорганизмы).
Цитоплазматическая мембрана галофильных микроорганизмов имеет характерные черты строения — она состоит из около 1/3 липидов и 2/3 различных белков, включая обычные наборы флавопротеинов и цитохромов. Основная масса липидов экстремальных галофилов отличается тем, что в их молекуле глицерин связан с фитанолом, а не с остатками жирных кислот. Также клеточные мембраны экстремальных галофилов содержат много каротиноидных пигментов, основной из которых — бактериоруберин), обусловливающих окраску колоний от розового до красного цвета и красно-оранжевого цветов, что имеет для галофилов важное значение как средство защиты против избыточной радиации, так как для мест их обитания характерна высокая освещённость.

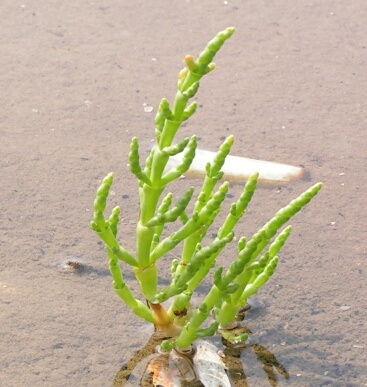
Растение-галофил — Солерос европейский

## Галофильные растения
Растения-галофилы называются галофитами. К ним относятся солянки, анабазис, гребенщик, некоторые виды полыни, бессмертники, и др. Распространены на морских побережьях (морские марши), а также в местностях с сухим климатом — пустынях, полупустынях и даже степях на особых типах почвы — солонцах и солончаках. Нередко имеют суккулентный облик — с толстыми стеблями и вздутыми листьями, что способствует сохранению труднодоступной влаги.